# Albert II de Monaco (timbre)
Pour les articles homonymes, voir Albert II.
Albert II de Monaco, a été le sujet de timbres-poste de Monaco à partir de 1963. Depuis le 19 novembre 2005, il est représenté sur la principale série d'usage courant.

## Prince héréditaire
En 1963, à l'occasion de l'adoption d'une Charte des enfants par les Nations unies, une série de 8 timbres est émise, dont un représente Albert et sa sœur aînée Caroline entourés de roses. Le timbre est dessiné par Pierrette Lambert et gravé par René Cottet.
En 1979, pour ses vingt-et-un ans, est émis un bloc-feuillet d'un timbre à son effigie dessiné et gravé par Czesław Słania, qui travailla beaucoup sur les timbres-portraits de Rainier III, père et prédécesseur d'Albert II.
De 1981 à 1988, sur timbres-poste et de poste aérienne dessinés et gravés par Czesław Słania, son portrait figure à l'arrière-plan de la série d'usage courant à côté de son père Rainier III.
Comme ses deux sœurs, Caroline et Stéphanie, il est représenté ponctuellement sur des émissions qui rappellent des évènements ou le rôle d'associations monégasques dont il est le président. En avril 1995, à l'occasion du Festival de télévision, il est représenté sur un timbre de 8 francs toujours dessiné et gravé par Słania. En mars 1998, il figure sur le timbre original de S. Carpenter pour le cinquantenaire de la Croix-Rouge monégasque aux côtés de son père, de sa mère Grace Kelly et de son arrière-grand-père, le prince Louis II.
Rainier III et Albert II sont représentés en médaillon sur un timbre de 2001 annonçant la 36e Commission internationale pour l'exploration scientifique de la Méditerranée.
Albert II est présent sur la dernière émission de timbres représentant Rainier III de son vivant, émise le 3 décembre 2004. Il s'agit d'un triptyque gravé par Martin Mörck. Le timbre central représente le palais de Monaco dessiné par Patrice Merot et celui de gauche un portrait de Rainier par Słania. Le timbre de gauche représente Albert II dessiné par Merot.

## Prince régnant
Les premiers timbres représentant Albert II en tant que prince régnant sont émis le 19 novembre 2005 lors des cérémonies d'intronisation, sept mois après la mort de Rainier III, le 6 avril précédent. Dessinés par Thierry Mordant et gravés par Martin Mörck, ces trois timbres d'usage courant montrent le prince de face, en costume de ville.
Le 1er décembre 2006, cette série est remplacée par un profil droit du prince en costume de ville dans un cadre noir. Les trois timbres sont dessinés par Guéorgui Chichkine et  gravés par Martin Mörck, l'émission coïncide avec l'exposition philatélique de prestige MonacoPhil 2006. (Catalogue de Luxe de l'Exposition des 100 timbres et documents philatéliques parmi les plus rares du monde, Monaco)
Aussi le 1er décembre 2006, est émis le premier bloc commémoratif illustré d'une photographie en costume officiel du prince Albert II, prise par Gaetan Luci. Comme pendant le règne de son père, ce bloc porte les armes de Monaco et le monogramme du prince. D'une valeur de 6 € pour le bloc et de 0,60 € pour le timbre de feuille.
Le 1er juillet 2011, à l'occasion du mariage princier, est émis un bloc commémoratif représentant le prince Albert II et son épouse Charlène Wittstock, créé par Gueorgui Chichkine et une série de timbres-poste à l'effigie, créé par deux artistes : Cyril de La Patellière (sculpteur et dessinateur) - auteur du portrait de la princesse et Pierre Albuisson (maître-graveur) - auteur du portrait du prince.